# Phaonia brunneiabdomina
Phaonia brunneiabdomina este o specie de muște din genul Phaonia, familia Muscidae, descrisă de Xue și Cao în anul 1989. Conform Catalogue of Life specia Phaonia brunneiabdomina nu are subspecii cunoscute.